# زنبورهای نخ‌کمر
زنبورهای نخ‌کمر (نام علمی: Sphecidae) نام یک خانواده از بالاخانواده زنبورواران است. زنبورهای نخ‌کمر همگی شکارگران انفرادی دیگر بندپایان می‌باشند و در کنترل کمپلکس آفات نقش دارند.
زنبورهای نخ‌کمر یکی از مهم‌ترین خانواده‌های راسته پرده‌بالان (بال‌غشاییان) هستند که گونه‌های این خانواده ویژگی‌های ریخت‌شناختی و زیست‌شناختی مختلفی دارند. این گونه‌ها شکارچی دیگر حشرات بوده و لاروهای خود را با آن‌ها تغذیه می‌کنند، بسیاری از این گونه‌ها انگل‌وار (پارازیتوئید) به‌شمار می‌آیند و تخم خود را به شکل انگلی در بدن حشرات دیگر قرار می‌دهند. اهمیت آن‌ها در کنترل بیولوژیک آفات گیاهی بارز است و به همین دلیل گونه‌های مفیدی به‌شمار می‌آیند.